# Bildhauerinnensymposion Krastal
Das Bildhauerinnensymposion Krastal fand im Krastal bei Villach in Kärnten im Juli 2009 statt. Es war vermutlich weltweit das erste internationale Bildhauersymposion für Naturstein, an dem nur Frauen teilnahmen, und es war zugleich die 42. Veranstaltung der Bildhauersymposien Krastal in Österreich seit dem Jahre 1967.

## Symposionverlauf
Im Allgemeinen wird die Steinbildhauerei für eine Männerdomäne gehalten, obwohl es zahlreiche Bildhauerinnen gibt, die Naturstein gestalten.
Während ihrer Arbeit an den Skulpturen stellten die sieben internationalen Künstlerinnen Kleinskulpturen, Ideen, Präsentation und Konzepte im „Künstlerhaus Krastal [kunst] krastal“ aus. Begonnen wurde die Arbeit an den Skulpturen am 6. Juli im Steinbruch Lauster im Krastal. Am 18. Juli wurden die unfertigen Marmorskulpturen aus dem Steinbruch auf den Parkplatz Rosstratte an den Berg Dobratsch transportiert und dort bis zum 24. Juli 2009 fertiggestellt.
An zwei Orten Großskulpturen zu bearbeiten, knüpft an die Traditionen der Bildhauersymposien Krastal der 1990er Jahre an, wo verschiedentlich an zwei Orten gearbeitet wurde. Durch die Arbeit in der Nähe des Dobratsch sollte die Verbindung von Skulptur und Landschaft hervorgehoben werden.
Die Arbeiten der Künstlerinnen sind nach Fertigstellung seit August 2010 an der Villacher Alpenstraße am Parkplatz 10 unterhalb der Rosstratte als Dauerausstellung „Skulptureninsel [kunstwerk] krastal“ aufgestellt.
Das Symposion der Bildhauerinnen fand in Kooperation des Frauenreferats der Stadt Villach, Frauenreferats des Landes Kärnten und der Villacher Alpenstraße AG statt.

## Teilnehmerinnen
Die Arbeiten aus Krastaler Marmor der sieben Teilnehmerinnen des 21-tägigen Symposions waren:
- Hoffnungen, Vivian El Batanoni (Ägypten)
- Keine Angst, Erika Inger (Italien)
- Treppenstein – Alpstuhl, Birgit Knappe (Deutschland)[2]
- Ohne Titel, Shiiko Iwaki (Japan)
- Platz zum Sterne ansehen, Carmen Tepsan (Rumänien)
- Sonnenplatz 2009, Heliane Wiesauer-Reiterer (Österreich)
- Zur gleichen Zeit, Nr. 1, Li Zhao (China).